# Grøningen
Ne doit pas être confondu avec Grøningen (Lindås).
Grøningen est une île norvégienne dans le comté de Hordaland. Elle appartient administrativement à Austevoll.

## Géographie
Rocheuse et couvert d'une légère végétation, elle s'étend sur environ 341 m de longueur pour une largeur approximative de 142 m.